# Ectropis rubidior
Ectropis rubidior är en fjärilsart som beskrevs av Louis Beethoven Prout 1913. Ectropis rubidior ingår i släktet Ectropis och familjen mätare. Inga underarter finns listade i Catalogue of Life.